# Satarques
Els satarques (en llatí satarchae) eren un poble escita que vivia a la costa oriental del Quersonès Tàuric.
Habitaven en coves i forats a terra per protegir-se del fred i es tapaven amb pells fins i tot la cara, deixant només uns forats pels ulls, diu Pomponi Mela. No coneixien l'or ni la plata i comerciaven a base d'intercanvis. Plini el Vell els dona el nom d'escites satarcs (Scythi satarchi). Segons Claudi Ptolemeu posseïen una ciutat anomenada Satarche  (Σατάρχη) a la regió, més tard anomenada Matarcha (Μάταρχα), però el relat dels satarques que vivien en coves no sembla compatible amb la construcció de ciutats. L'escriptor Gai Valeri Flac també parla d'una ciutat o districte de nom Satarche, i diu que era rica en bestiar. També diu que els seus habitants tenien el pèl ros.